# Nora (đô thị)
Đô thị Nora (Nora kommun) là một đô thị ở hạt Örebro County ở miền trung Thụy Điển. Thủ phủ là thành phố Nora.
Thông qua các cuộc hợp nhất vào năm 1967 và 1971, thành phố Nora đã trở thành một đô thị đơn nhất.

## Các đơn vị trực thuộc
- Dalkarlsberg
- Gyttorp
- Järnboås
- Nora (thủ phủ)
- Nyhyttan
- Pershyttan
- Striberg
- Vikersvik
- Ås

## Thành phố kết nghĩa
Nora's 3 twin towns with the year of its establishing:
1. (1944) Köyliö, Phần Lan
2. (1991) Kõo, Estonia
3. (1996) Fladungen, Đức